# Enpinanga transtriata
Enpinanga transtriata is een vlinder uit de familie van de pijlstaarten (Sphingidae). De wetenschappelijke naam van de soort is voor het eerst geldig gepubliceerd in 1980 door Chu & Wang.